# タンヌ・ウリャンハイ

タンヌ・ウリャンハイ
Таңды Урянхай（トゥヴァ語）
Тагна Урианхай（モンゴル語）
唐努烏梁海（中国語）

清の地図

タンヌ・ウリャンハイ（トゥバ語: Таңды Урянхай、モンゴル語: Тагна Урианхай、中国語: 唐努烏梁海）は、清の封建制の領土である。

## 解説
「タンヌ」とは、この地域にあるタンドゥ山脈を指す。20世紀初頭にモンゴル（外蒙古）が清、及び中華民国からの独立を宣言した後、ロシアの影響下に入ったことで正式に独立した社会主義国であるトゥヴァ人民共和国となり、1944年にはソビエト連邦に併合され、その一部となった。 
中華民国は、現在に於いてもタンヌ・ウリャンハイの主権を放棄していない。 中華人民共和国も同様に主権を放棄していないが、ロシアと友好関係を持つが故に、トゥヴァはロシアの一部とみなしている。